# Chaetobranchus semifasciatus
Chaetobranchus semifasciatus е вид бодлоперка от семейство Цихлиди (Cichlidae). Видът не е застрашен от изчезване.

## Разпространение и местообитание
Разпространен е в Бразилия и Колумбия.
Обитава сладководни басейни, реки и потоци.

## Описание
На дължина достигат до 23 cm.
Популацията на вида е стабилна.